# Aspalathus elliptica
Aspalathus elliptica är en ärtväxtart som först beskrevs av Edwin Percy Phillips, och fick sitt nu gällande namn av Rolf Martin Theodor Dahlgren. Aspalathus elliptica ingår i släktet Aspalathus och familjen ärtväxter. Inga underarter finns listade i Catalogue of Life.